# Manuel Gómez Pedraza
Manuel Gómez Pedraza y Rodríguez (Querétaro, Querétaro; 22 de abril de 1789-Ciudad de México, 14 de mayo de 1851) fue un militar y político mexicano que ejerció como presidente de México entre el 24 de diciembre de 1832 y el 31 de marzo de 1833. 
Asimismo, se desempeñó en otros cargos importantes como ministro de Guerra y Marina en tres ocasiones durante la presidencia de Guadalupe Victoria y ministro de Relaciones Interiores y Exteriores en dos ocasiones durante las presidencias de Antonio López de Santa Anna y Anastasio Bustamante.

## Biografía

### Orígenes y formación militar
Nació el día 22 de abril de 1789 en Querétaro, fue hijo de Juan Antonio Gómez Pedraza y María Úrsula Rodríguez y Salinas, ambos pertenecientes a la clase alta criolla y hacendada que tenía propiedades en la zona de Jalpan, situada al norte de Querétaro
Sus estudios los realizó en su estado natal, mismos que abandonó al estallar la independencia para enrolarse en el ejército realista bajo el mando de Félix María Calleja, quien lo hizo teniente en el regimiento de Fieles de Potosí; con él tomo parte en toda la campaña contra los insurgentes y en la captura del cura José María Morelos. Estando en San Luis Potosí y siendo teniente coronel, se adhirió al plan de Iguala. Fue amigo y partidario de Agustín de Iturbide, quien lo nombró coronel y general, así como comandante de la Huasteca y jefe de la guarnición de México, cargo que entregó a los triunfadores del plan de Casa Mata al ser Iturbide desterrado.
En el año de 1825 se le nombró comandante militar de Puebla, de donde fue reasignado por órdenes del presidente Guadalupe Victoria para sustituir a Manuel de Mier y Terán como secretario de Guerra. Se asegura que el general Gómez Pedraza aprovechó su estancia en la secretaría de Guerra para prepararse a la candidatura a la presidencia.

### Presidencia
Cuando hubo elecciones, Gómez Pedraza salió victorioso para suceder al general Victoria en la presidencia de la República. Electo presidente de México para el cuatrienio que debía iniciarse el 1 de abril de 1829 y concluir el 31 de marzo de 1833; no obstante, fue desconocido por el Congreso, que declaró nula la elección presidencial que había ganado.
Los generales Santa Anna, Lorenzo de Zavala y José María Lobato no le permitieron ni siquiera tomar posesión y partió al exilio. En su lugar gobernó el general Vicente Guerrero, quien ocupó el segundo lugar en la elección, y como vicepresidente fue Anastasio Bustamante, tercer lugar en la contienda electoral.
Vivió en Francia dos años, en destierro voluntario y regresó al país en octubre de 1830; pero al llegar a Veracruz se le negó que desembarcara, por lo que tomó pasaje en una goleta que lo llevó a Nueva Orleáns, donde publicó un manifiesto que hacía crítica a la administración de Bustamante.
En 1832 luego de varias revueltas que hicieron caer a Guerrero y a Bustamante, faltando unos meses para que concluyera el periodo presidencial que legalmente le correspondía a Gómez Pedraza, al general Santa Anna se le ocurrió devolverle la presidencia. Santa Anna y Bustamante, con Gómez Pedraza como testigo, firmaron los Convenios de Zavaleta, en los que pactaron la amnistía y el olvido general de todo lo acontecido desde el 1 de septiembre de 1828. Posteriormente, ambos generales le entregaron la presidencia al general Gómez Pedraza, quien tres meses después terminó su periodo presidencial.
Su gabinete presidencial estuvo conformado por Bernardo González Angulo en Relaciones Interiores y Exteriores, Miguel Ramos Arizpe en Justicia, Joaquín Parres en Guerra y Marina, y Valentín Gómez Farías en Hacienda.

### Años posteriores y muerte
Posteriormente, en 1838 bajo la presidencia de Anastasio Bustamante, Gómez Pedraza fue nombrado ministro de Relaciones Exteriores cargo que ocupó solo tres días debido a su oposición al propio presidente y a su intención de restablecer la Constitución de 1824. Ocuparía el cargo dos ocasiones más, en 1841 y en 1847. Hacia finales de 1845 fue candidato a la presidencia de la República, pero José Joaquín de Herrera ganó los comicios.
En 1846 formó parte del Consejo de Gobierno. En 1848 fue presidente de la Cámara de Senadores y en 1850 contendió por la presidencia de la República, pero fue derrotado por el general Mariano Arista. Siendo director del Nacional Monte de Piedad, Gómez Pedraza falleció repentinamente en la Ciudad de México el 14 de mayo de 1851 a los 62 años de edad. Sus médicos de cabecera le habían diagnosticado una oquedad pulmonar. Falleció sin haberse confesado, por lo que el clero no permitió que se le enterrara en terreno sagrado, así que se tuvo que construir una cripta para sus restos situada en el panteón Francés de la Piedad.